# سرود مهر
سرود مهر عنوان آلبوم موسیقی سنتی ایرانی است با صدای محمدرضا شجریان و موسیقی حسین علیزاده که در سال ۱۳۸۶ منتشر شده‌است. این آلبوم بخش دوم کنسرتی است که آذر ماه سال ۱۳۸۴ در تالار بزرگ کشور در تهران برگزار شده‌است. این آلبوم در آواز بیات ترک و افشاری است و اشعار آن از عطار، حافظ، سعدی و سهراب سپهری است.

## شرح[۱]

### هنرمندان
- محمدرضا شجریان: آواز
- حسین علیزاده، تار
- کیهان کلهر، کمانچه
- همایون شجریان، آواز، تنبک

### قطعات
1. آواز بر روی قطعهٔ ضربی نجوا
2. کمانچه
3. ساز و آواز بیات ترک با که گویم راز
4. چهارمضراب همراه آواز
5. مثنوی بیات ترک غم‌پرست
6. تصنیف قدیمی ای سلسله مو
7. تکنوازی تار
8. آواز بر روی قطعهٔ ضربی رخس زار
9. ادامهٔ ساز و آواز عراق
10. تصنیف نیایش

## ترانه[۲]

### غم پرست
آواز بیات ترک، شعر از حافظ

(مثنوی)

در وفای عشق تو مشهور خوبانم چو شمع
شب نشین کوی سربازان و رندانم چو شمع
(مثنوی)

روز و شب خوابم نمی‌آید به چشم غم‌پرست
بس که در بیماری هجر تو گریانم چو شمع
بس که در بیماری هجر تو گریانم چو شمع
(مثنوی)

رشتهٔ صبرم به مقراض غمت ببریده شد
ببریده شد
همچنان در آتش مهر تو سوزانم چو شمع
(مثنوی)

بی جمال عالم آرای تو روزم چون شب است
با کمال عشق تو در عین نقصانم چو شمع
(مثنوی)

سرفرازم کن شبی از وصل خود ای نازنین
تا منور گردد از دیدارت ایوانم چو شمع
(مثنوی)

آتش مهر تو را حافظ عجب در سر گرفت
آتش دل کی به آب دیده بنشانم چو شمع